# Prete (brano musicale)
(Simone Cristicchi)
Prete è un brano musicale di Simone Cristicchi, scritto nel 2005, mai pubblicato in quanto censurato dalla casa discografica.

## La censura
Il brano è stato scritto nel 2005 per l'album Fabbricante di canzoni ma non vi è stato inserito a causa dei suoi contenuti. È stata invece inserita una traccia nascosta intitolata Rufus, il cui testo è una sorta di intrusione/autopresentazione di un alter ego "cinico e senza peli sulla lingua" dell'autore stesso, a cui è ironicamente attribuita la paternità di canzoni fortemente polemiche come Prete e altre. Nel 2007 nonostante la forte volontà dell'autore il brano non viene inserito nemmeno nell'album Dall'altra parte del cancello. Nonostante le censure subite il brano è stato presente nel repertorio live del cantautore e per un certo periodo è stato pubblicato sul suo sito ufficiale sotto forma di MP3. In un'intervista ad Avvenire nel 2015 Cristicchi ha dichiarato:
(Simone Cristicchi)
Sul web sono reperibili anche altre versioni della canzone, con testo leggermente diverso.

## Il tema del brano
Il brano esprime una critica nei confronti dell'influenza della Chiesa cattolica sulle persone. Il testo della canzone rivolge un atto di accusa in prima persona verso la figura del prete, accusata di «alimentare e tenere in vita la bugia più grande della storia» e visto dall'autore come una figura arrogante e non disposta al confronto. La canzone taccia inoltre la Chiesa di ostentata opulenza e la classe politica di servilismo alla Chiesa stessa. Intervistato in merito alla tematiche di questa canzone Cristicchi, premettendo di ritenersi religioso ma non cattolico, ha dichiarato: «Ciò che non sopporto è lo spirito di prevaricazione, la supponenza di alcuni esponenti della Chiesa, chi detta legge in nome di Cristo».

## Conseguenze
Il brano ha suscitato critiche nei confronti di Cristicchi da parte di quotidiani cattolici come Avvenire e ha avuto influenza sulla sua carriera artistica, facendogli perdere una parte di pubblico. Forti critiche sono arrivate anche da Massimo Introvigne su L'Indipendente.
La copertina dedicata da Famiglia Cristiana a Cristicchi in occasione della sua vittoria al Festival di Sanremo del 2007 ha rinfocolato le polemiche.